# حمام تشهار فصل
حمام تشهار فصل (بالفارسية: حمام چهارفصل) هو حمام تاريخي يعود إلى القاجاريون، ويقع في أراك.